# American Towers Tower Eglin-29045
Der American Towers Tower Eglin-29045 (auch WOLO-TV Tower) ist ein 538,3 Meter hoher abgespannter Sendemast für Fernsehübertragungen in Eglin, South Carolina, USA. Der American Towers Tower Eglin-29045 wurde 2001 errichtet.